# Hackeriana huonensis
Hackeriana huonensis är en insektsart som beskrevs av Evans 1936. Hackeriana huonensis ingår i släktet Hackeriana och familjen dvärgstritar. Inga underarter finns listade i Catalogue of Life.